# TiHKAL
TiHKAL — книга, написана Олександром Шульгіним і Ганною Шульгіною в 1997, в якій досліджуються психоделічні триптаміни. Вона є продовженням книги PiHKAL, яка вийшла в 1991 році . Повна назва книги «Tryptamines I Have Known And Loved: The Continuation» («Триптаміни, які я пізнав і полюбив: Продовження»).
Книга складається з двох частин. Як і в PiHKAL, перша частина книги носить автобіографічний характер, а у другій наводиться деталізований опис синтезу більш ніж 50-ти психоделічних речовин ряду триптаміну (більшість з них вперше синтезував особисто Шульгін), а також дозування, опис ефектів та інші коментарі.